# Bryophaenocladius subvernalis
Bryophaenocladius subvernalis är en tvåvingeart som först beskrevs av Edwards 1929.  Bryophaenocladius subvernalis ingår i släktet Bryophaenocladius och familjen fjädermyggor. Arten har ej påträffats i Sverige. Inga underarter finns listade i Catalogue of Life.